# Marta Menezes
Marta Menezes (Minde, 1988) é uma pianista portuguesa, distinguida com a medalha de prata nos Global Music Award (EUA).

## Percurso
Marta Menezes nasceu em Minde em 1988, e inicou os seus estudos musicais no Conservatório de Música Jaime Chavinha, com a professora Gabriela Capaz, tendo mais tarde estudado com o professor Paulo Pacheco.
Fez os seus estudos superiores Escola Superior de Música de Lisboa, onde foi aluna de Miguel Henriques, tendo também trabalhado com Jorge Moyano. Terminou o seu Mestrado com classificação máxima. Em Londres, fez um segundo mestrado no Royal College of Music, com Dmitri Alexeev e Andrew Ball, que terminou com distinção. Posteriormente Marta Menezes fez o seu doutoramento na Universidade de Indiana, (Estados Unidos), onde estudou com o pianista Arnaldo Cohen, tendo como tema do seu trabalho final as “Obras para Piano e Orquestra de Compositores Portugueses”.
Marta Menezes enquanto solista apresentou-se com várias orquestras: Orquestra Metropolitana de Lisboa, Orchestre Régional de Cannes, Orquestra IKFEM, Orquestra Sinfónica Juvenil, Orquestra de Câmara de Cascais e Oeiras, Orquestra Clássica do Centro, Orquestra Sinfónica de Thomar, Orquestra Sem Fronteiras, Orquestra Melleo Harmonia, Orquestra Sinfónica da Escola Superior de Música de Lisboa, Camerata MusArt e Camerata Amicis.
No seu percurso trabalhou com vários maestros, nomeadamente Pedro Neves, Pedro Amaral, Nicolas Simon, Maurizio Moretti, Nikolay Lalov, Vasco Azevedo, Christopher Bochmann, Diogo Costa, Simão Francisco, Louis Lohraseb, Gareguin Aratiounian, Jan Wierzba e Martim Sousa Tavares.
Realizou concertos a solo, em música de câmara e com orquestras de vários países nomeadamente: Portugal, França, China, Cabo Verde, Itália, Estados Unidos da América, Suíça, Grã-Bretanha e Espanha. 
Destacam-se os concertos no National Centre for the Performing Arts (Pequim), no Tianjin Grand Theater (China), em St. Martin-in-the-Fields (Londres), na Chopin Society of Connecticut (Estados Unidos), no Festival Internacional IKFEM (Espanha), e em Portugal no Festival Internacional de Música de Gaia, no Festival Internacional de Música de Marvão, no Festival de Estoril Lisboa, no Lisbon Music Fest, no Grande Auditório do Centro Cultural de Belém, na sala principal do Teatro São Luiz e no Convento São Francisco em Coimbra
Marta tem realizado um trabalho ativo na divulgação de compositores portugueses como Fernando Lopes-graça, António Fragoso, José Viana da Motta, entre outros.
Em 2020, a propósito da celebração dos 250 anos do nascimento de Beethoven, criou o projeto 5 Encores para Beethoven, no qual convidou os compositores Gonçalo Gato, Luís Soldado, Nuno da Rocha, Tiago Cabrita e Tiago Derriça, a criarem encores para os concertos para piano e orquestra de Beethoven.

## Obra
2015 - Foi editado o seu primeiro disco no qual interpreta obras de Fernando Lopes-Graça e de Ludwig van Beethoven, cuja edição foi apoiada pela Fundação GDA (Gestão dos Direitos dos Artistas).
2020 - Publicou o seu trabalho final de Doutoramento com o título Works for piano and orchestra by Portuguese composers (Obras para piano e orquestra de compositores portugueses) 

## Prémios e Reconhecimento
O seu trabalho enquanto pianista tem sido reconhecido em vários momentos, nomeadamente:
2007 - No Concurso de Piano da Cidade de San Sebastien ficou em segundo lugar 
2010 - Ficou em primeiro lugar no 7º Concurso Ibérico de Piano do Alto Minho 
2010 - No Festival Chopin que decorreu em Lisboa em 2010, ficou em terceiro lugar.
2013 - Ganhou o 1º Prémio no Councours International Côte D'Azur "Simone Delbert-Février" 
2013 - Ganhou em Londres o 1º Prémio na Beethoven Competition no Royal College of Music 
2014 - O Instituto Politécnico de Lisboa, distinguiu-a com a Medalha de Prata de Valor e Distinção.
2015 - Ganhou a medalha de prata nos Global Music Award (categorias piano clássico e artista emergente) e também foi considerada Fan Favorite.